# Het geheim van Ji
Het geheim van Ji (Franse titel: Le Secret de Ji) is een fantasyboekenreeks van de Franse schrijver Pierre Grimbert. De reeks bestaat uit vier boeken en maken het eerste deel uit van de Ji-cyclus. Het eerste deel De erfgenamen (Six héritiers) uit 1996 werd bekroond met de Prix Julia-Verlanger 1997 en de Prix Ozone 1997 du meilleur roman de fantasy francophone.

## Boeken

### Eerste boek:De erfgenamen (Six héritiers)
118 jaar geleden bezocht een vreemdeling genaamd Nol alle koninkrijken en vroeg aan allen een gezant te sturen naar het eiland Ji om hem te vergezellen op een lange en gevaarlijke reis. Een groot aantal van de koninkrijken stuurden een gezant en de groep verdween in het doolhof op het eiland. Na twintig dagen keerde slechts een deel van de gezanten gehavend terug. Ze weigeren een woord te lossen over de gebeurtenissen. Hun erfgenamen komen daarna jaarlijks bijeen en een deel van het geheim wordt aan hen doorgegeven. Maar dan beginnen fanatieke moordenaars de families uit te roeien. Enkel zes van hen blijven over en om te overleven moeten ze op zoek naar het geheim. Op het eiland wordt een tipje van de sluier opgelicht en ze kunnen maar nipt ontsnappen.

### Tweede boek:De verbroken belofte (Le Serment ophelin)
De erfgenamen worden op de hielen gezeten door de huurmoordenaars, de Züu. Ze gaan op zoek naar de opdrachtgever, maar hun zoektocht levert alleen maar meer raadsels op. Een eeuwenoud dagboek kan wellicht de antwoorden geven die ze zoeken maar dan moeten ze het boek wel te pakken krijgen.

### Derde boek:De schaduw van het verleden (L'Ombre des Anciens)
Om de geheimen van Nol en zijn afgezanten te kunnen ontrafelen moeten ze ver over de grenzen van de landen in het oosten gaan. Hun zoektocht brengt hen naar Romines Diepe Toren, de Grote Tempel van Ith, door het Gordijngebregte tot het Krijgersdal. Ondertussen verzamelen legers zich om ten strijde ten trekken en komen samenzweerders in actie.

### Vierde boek:De hoeder van de eeuwigheid (Le Doyen éternel)
De erfgenamen zijn geschokt door hun bevindingen op zoek naar de laatste geheimen van hun voorouders. De diepste geheimen liggen nog ver verborgen. Verdienen de erfgenamen de waarheid wanneer ze geconfronteerd worden met de Gwelons van Karu? Ze staan voor moeilijke keuzes omdat de tijd van scheiden is gekomen. Hoeveel profetieën zullen er uitkomen en wie is de vijand van de erfgenamen? Iedereen bereidt zich voor op een nieuw tijdperk dat zal aanbreken.

## Personages
- Leti, nichtje van Corenn
- Bowbaq, Arkariër, pacifist en erjak (kan met dieren communiceren)
- Corenn, moeder van de Raad de Kaul, tovenares en tante van Leti
- Reyan de Kercyan, inwoner van Lorelia en acteur
- Yan, vriend van Leti en toekomstig leerling-tovenaar
- Grigán Derkel de Griteh, krijger uit Ramgrith
- Lana, Maz (hogepriesteres) van Eurydis